# Meconopsis lyrata
Meconopsis lyrata är en vallmoväxtart som först beskrevs av George Baker Cummins och Prain, och fick sitt nu gällande namn av Friedrich Karl Georg Fedde och David Prain. Meconopsis lyrata ingår i släktet bergvallmor, och familjen vallmoväxter. Inga underarter finns listade i Catalogue of Life.